# Jelenidő
Jelenidő é um filme de drama húngaro de 1972 dirigido e escrito por Péter Bacsó. Foi selecionado como representante da Hungria à edição do Oscar 1973, organizada pela Academia de Artes e Ciências Cinematográficas.

## Elenco
- József Borsóhalmi - Somogyi bácsi
- Irén Bódis - Mózesné/Irén
- Ágnes Dávid - Zsófika
- Gabriella Koszta - Ica
- András Kovács - Kalocsa
- Tibor Liska - Kulcsár
- Lehel Ohidy - Takács